# Oxyonchus culcitatus
Oxyonchus culcitatus är en rundmaskart som beskrevs av Christian Wieser 1959. Oxyonchus culcitatus ingår i släktet Oxyonchus och familjen Enoplidae. Inga underarter finns listade i Catalogue of Life.